# Jan Kompagnie
Jan Hendrik (Jan) Kompagnie (Vroomshoop, 16 november 1947 -  Gouda, 20 november 2011) was een Nederlandse historicus.

## Leven en werk
Kompagnie ging pas op latere leeftijd geschiedenis studeren aan de Universiteit Leiden. Hij was van  1978 tot 2011 werkzaam bij het Nationaal Archief in Den Haag. Kompagnie publiceerde onder meer over de geschiedenis van zijn woonplaats Gouda en over de Tweede Wereldoorlog. Hij was een van de auteurs van de nieuwe stadsgeschiedenis van Gouda Duizend jaar Gouda. Voor dit standaardwerk over de geschiedenis van Gouda schreef hij drie hoofdstukken die betrekking hebben op de periode 1795-2002 (Nieuwste Tijd): Zorg, Religie en Cultuur. Samen met Ad van Liempt schreef hij Jodenjacht: de onthutsende rol van de Nederlandse politie in de Tweede Wereldoorlog, een boek dat uitkwam voordat hij overleed in november 2011.